# Chetogena carbonaria
Chetogena carbonaria är en tvåvingeart som först beskrevs av Giglio-tos 1893.  Chetogena carbonaria ingår i släktet Chetogena och familjen parasitflugor. Inga underarter finns listade i Catalogue of Life.